# Eudoxus din Knidos
Eudoxus din Knidos (n. 408 î.Hr., Knidos⁠(d), Provincia Muğla, Turcia – d. 355 î.Hr., Knidos⁠(d), Provincia Muğla, Turcia) a fost un astronom, matematician grec, discipol al lui Platon și Archytas, cunoscut mai ales pentru faptul de a fi printre primii care să fi încercat formularea unei teorii privind mișcarea planetelor.
Deoarece nu a rămas nimic din scrierile sale, singurele informații despre acestea provin din surse secundare ca un comentariu de Hiparh la poemul Phainomena al lui Aratos, având ca subiect astronomia.
De asemenea, tratatul Sphaericae al lui Teodosiu din Bitinia este bazat pe lucrările lui Eudoxus.
Arhimede a menționat unele relatări privind opera lui Eudoxus din Knidos.

## Biografie
S-a născut la Knidos, Asia Mică, într-o familie săracă.
A studiat geometria ca discipol al pitagoreicului Archytas (cam prin 390 î.Hr.), iar Philistion din Sicilia i-a predat medicina.
La 23 de ani merge la Atena intrând în gruparea cirenaicilor de unde adoptă concepțiile acestora privind morala.
În perioada lui Aegesilaos al II-lea al Spartei, Eudoxus călătorește în Persia, ca mai târziu să se deplaseze prin Egipt, însoțit se pare de Platon.
Trecând prin Halicarnas, în perioada lui Mausol, revine la Atena cam prin 370 î.Hr., ca discipol al lui Platon în cadrul Academiei.
Către 360 î.Hr. pune bazele unei școli filozofice la Knidos, școală ce ajunge să concureze cu cea a lui Platon.

## Astronomie
Eudoxus este autorul teoriei sferelor omocentrice.
Teoria fusese schițată de Pitagora și reluată de Platon în lucrarea sa Timaios.
Eudoxus susține faptul că planetele pe atunci cunoscute (Mercur, Venus, Marte, Jupiter și Saturn) , Soarele și celelalte stele, se rotesc în jurul Pământului, care este fix.
De asemenea, el consideră că mișcarea fiecărui astfel de corp ceresc este dirijată după un anumit număr de sfere.
Prin această teorie, Eudoxus reușește să explice mișcarea retrogradă a planetelor.
Eudoxus este primul care a determinat durata anului terestru, pe care a estimat-o la 365 de zile și 6 ore, rezultat care a fost îmbunătățit ulterior de Christophorus Clavius la cererea papei Grigore al XIII-lea.
Eudoxus a fost primul din Antichitatea greacă care, urmând modelul caldeean, a instituit o corelație dintre lunile anului și cele 12 semne zodiacale, dar și cele 12 zeități ai religiei oficiale.

## Matematică
Lui Eudoxus i se atribuie formularea metodei exhaustiunii care permite calculul aproximativ al ariilor și volumelor unor figuri mai complicate.
În geometrie, Eudoxus formulează diverse teoreme, studiază secțiunile conice și obține alte diverse rezultate care nu ne-au parvenit.
S-a ocupat de teoria rapoartelor de numere.

## Filosofie
Eudoxus era partizan al hedonismului, afirmând identitatea dintre bine și plăcere.

## Legături externe
- Working model and complete explanation of the Eudoxus's Spheres
- Eudoxus (and Plato) Arhivat în 16 august 2018, la Wayback Machine., a documentary on Eudoxus, including a description of his planetary model
- Dennis Duke, "Statistical dating of the Phaenomena of Eudoxus", DIO, volume 15 see pages 7 to 23
- Eudoxus of Cnidus Britannica.com
- Eudoxus of Cnidus Arhivat în 23 iulie 1997, la Wayback Machine. Donald Allen, Professor, Texas A&M University
- Eudoxos of Knidos (Eudoxus of Cnidus): astronomy and homocentric spheres Henry Mendell, Cal State U, LA
- Herodotus Project: Extensive B+W photo essay of Cnidus
- Models of Planetary Motion—Eudoxus Arhivat în 19 iulie 2011, la Wayback Machine., Craig McConnell, Ph.D., Cal State, Fullerton
- O'Connor, John J.; Robertson, Edmund F., „Eudoxus din Knidos”, MacTutor History of Mathematics archive, University of St Andrews.
- The Universe According to Eudoxus (Java applet)